# Dionizy (Petrović)
Dionizy, imię świeckie Damjan Petrović (ur. 1858 w Bosanskiej Gradišce, zm. 7 grudnia 1900 w Skopje) – serbski biskup prawosławny.

## Życiorys
Urodził się w prawosławnej serbskiej rodzinie Ostoji i Mariji. Ukończył szkołę teologiczną w Belgradzie, tam też w 1878 r. został postrzyżony na mnicha. 18 grudnia 1878 r. w soborze św. Michała Archanioła w Belgradzie został wyświęcony na hieromnicha. Od 1883 do 1886 r. służył w eparchii zwornickiej. W 1889 r. dzięki stypendium rządu serbskiego wyjechał na studia do akademii teologicznej Patriarchatu Konstantynopolitańskiego na Chalki. Patriarcha Konstantynopola nadał mu została godność archimandryty. Został skierowany do pracy duszpasterskiej w eparchii skopijskiej, jednak zanim ją realnie podjął, otrzymał nominację na metropolitę raszko-prizreńskiego. Jego chirotonia biskupia odbyła się w katedrze św. Jerzego w Konstantynopolu 25 stycznia 1896 r., pod przewodnictwem patriarchy Antyma VII.
Dionizy był pierwszym od kilku dekad biskupem pochodzenia serbskiego na katedrze raszko-prizreńskiej. Jego nominacja była m.in. efektem zabiegów króla serbskiego Aleksandra I u sułtana Abdulhamida II i patriarchy konstantynopolitańskiego Neofita (sprawującego urząd w latach 1891–1894). Przybycie Dionizego do Kosowa zostało przyjęte z ogromną radością przez miejscową ludność serbską. Dionizy wielokrotnie występował przed miejscowymi władzami tureckimi jako obrońca Serbów w konfliktach z ludnością albańską, działał na rzecz rozwoju cerkiewnej oświaty. Był jednak słabego zdrowia i zmarł po czterech lata na urzędzie, podczas leczenia, na które wyjechał do Skopje. Na własną prośbę został pochowany w monasterze Gračanica.